# BRICS+
Pour les articles homonymes, voir BRIC.

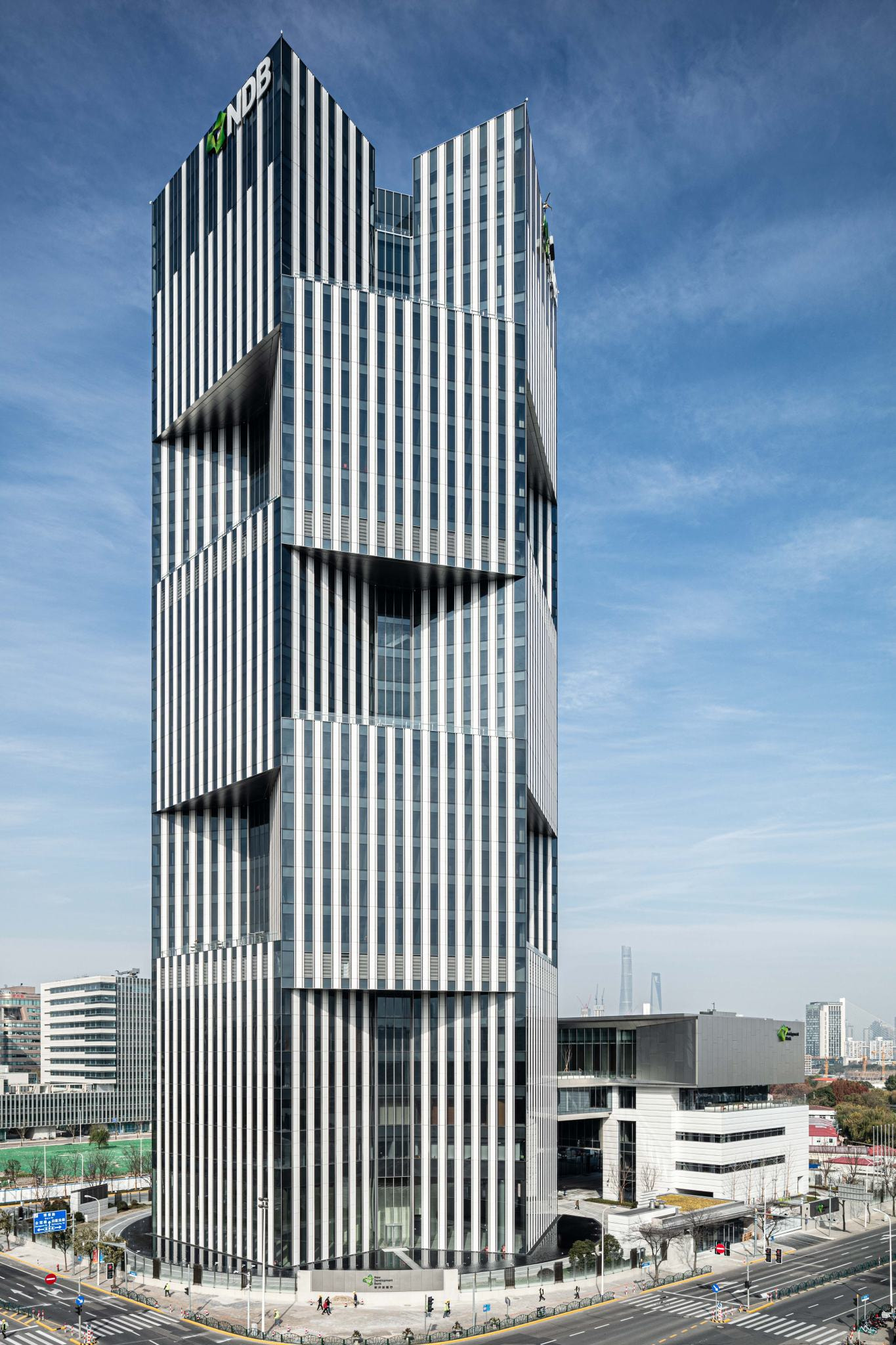
Siège de la Nouvelle Banque de développement à Shanghai.

Les BRICS+ sont un groupe de dix pays qui se réunissent en sommets annuels : le Brésil, la Russie, l'Inde, la Chine, l'Afrique du Sud, l'Iran, l'Égypte, les Émirats arabes unis, l'Indonésie et l'Éthiopie, ayant pour but de rivaliser avec le Groupe des sept (le G7).
Initialement, le terme « BRIC » est un acronyme pour désigner quatre pays se regroupant à partir de 2009 : Brésil, Russie, Inde et Chine (en anglais : Brazil, Russia, India, China) ; le terme BRIC est forgé dès 2001 par un économiste de Goldman Sachs. En 2011, l'adhésion de l'Afrique du Sud (en anglais : South Africa) donne naissance à l'acronyme BRICS. En 2024, avec l'ajout de l'Égypte, des Émirats arabes unis, de l'Éthiopie, de l'Iran, le groupe devient les BRICS+. Au début de 2025, l'Indonésie rejoint le groupe.
Les dix pays des BRICS+ représentent en janvier 2025 près de la moitié de la population mondiale et 35 % du produit intérieur brut mondial en valeur courante, contre 44 % pour les pays du G7.
Au sein du groupe des BRICS+, la devise utilisée pour les échanges internationaux est le yuan, la monnaie chinoise. Les BRICS+ ont pour projet de créer une monnaie commune à l'alliance ; cette monnaie pourrait occasionner une chute significative du dollar américain, jusque-là la principale monnaie d'échange dans le monde.

## Histoire

### Origine du terme

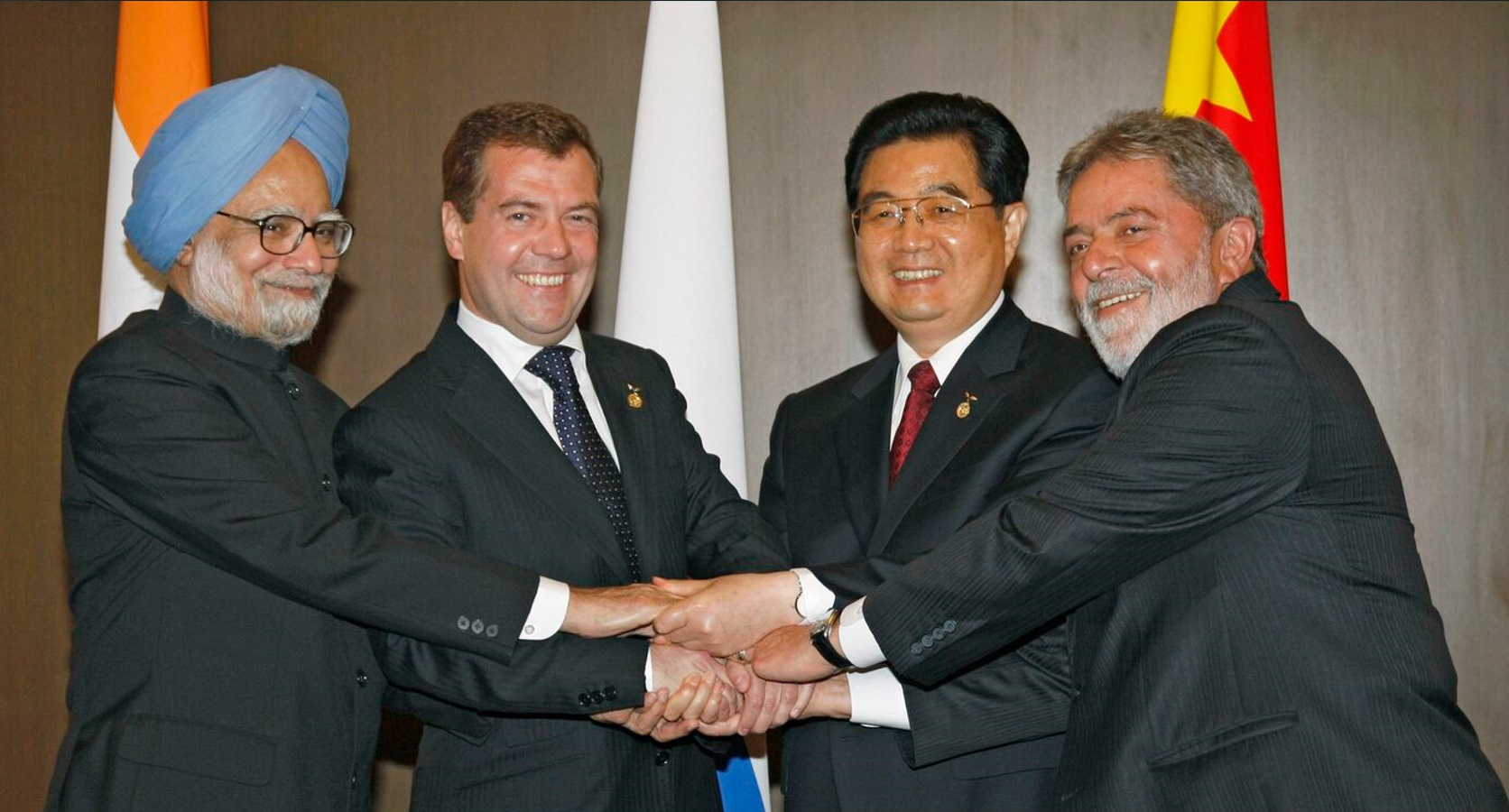
Les dirigeants des pays des BRIC lors du sommet à Iekaterinbourg en 2008, de gauche à droite : Manmohan Singh, Dmitri Medvedev, Hu Jintao et Lula da Silva.

« Les BRIC sont des pays à forte croissance, dont, au début du XXIe siècle, le poids dans l’économie mondiale augmente. Ce terme est apparu pour la première fois en 2001 dans une note de Jim O'Neill, économiste de la banque d'investissement Goldman Sachs, et a été repris en 2003 dans un rapport publié par deux économistes de la même banque. Ce rapport tendait à montrer que l’économie des pays du groupe BRIC allait rapidement se développer ; le PIB total des BRIC devrait égaler en 2040 celui du G6 (les États-Unis, l'Allemagne, le Japon, la France, le Royaume-Uni et l'Italie). » « Les arguments soutenant cette étude sont que ces économies ont adopté l’économie de marché, et ont engagé les réformes leur permettant de s'intégrer dans l’économie mondiale, notamment l’éducation, les investissements directs à l'étranger (IDE), la création d'entreprise ».

### Sommets du groupe

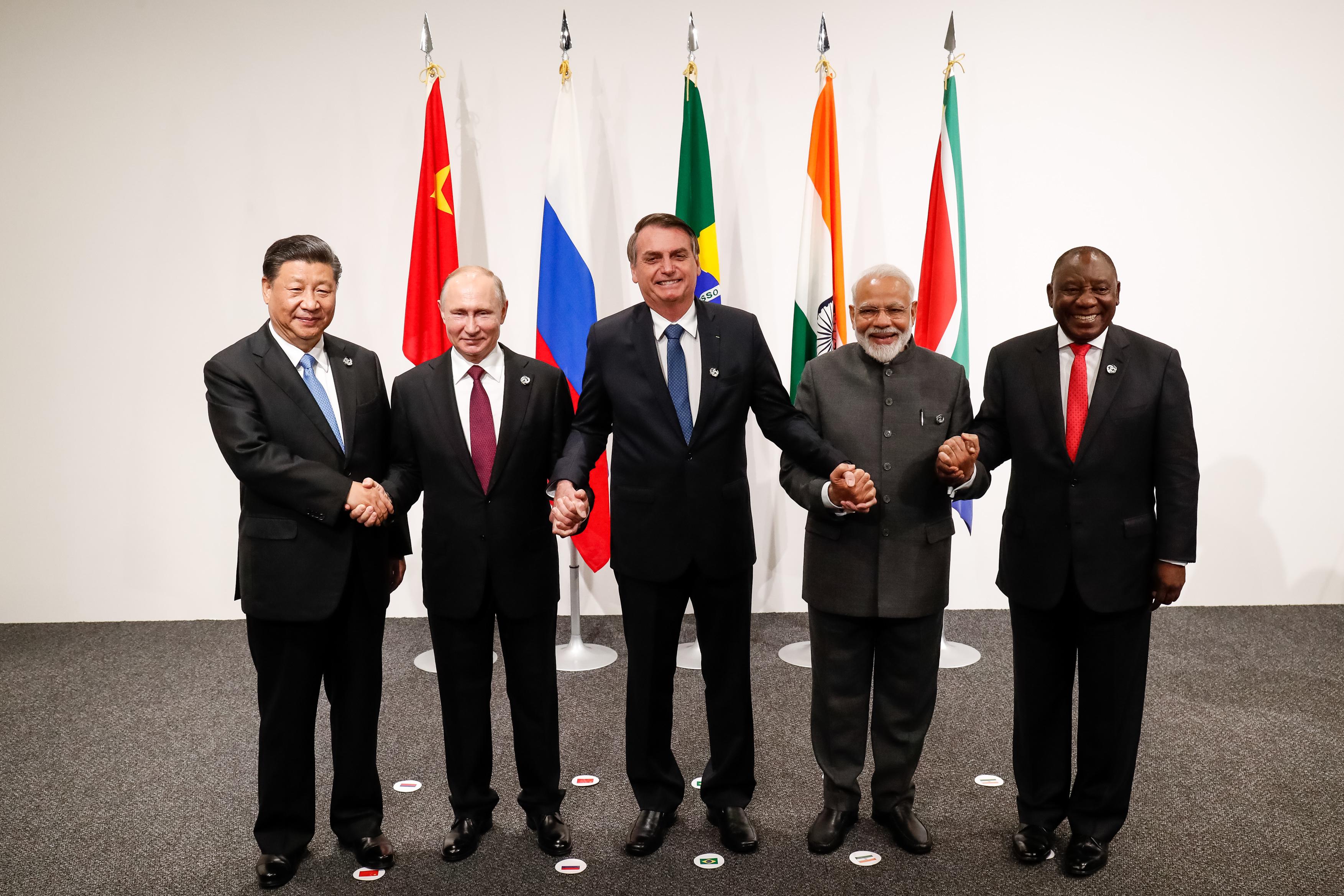
Les dirigeants des pays du BRICS lors du sommet du G20 de 2019 à Osaka au Japon. De gauche à droite : Xi Jinping, Vladimir Poutine, Jair Bolsonaro, Narendra Modi et Cyril Ramaphosa.

#### Période des BRIC (2009-2010)
Le groupe des BRIC compte au départ quatre pays faisant partie des dix premières puissances économiques mondiales : Brésil, Russie, Inde et la Chine, future initiatrice de nouvelles routes commerciales. Le premier sommet des quatre pays (BRIC) a lieu le 16 juin 2009 à Iekaterinbourg, en Russie. Le second se tient le 16 avril 2010 à Brasilia, au Brésil. Les deux premières rencontres témoignent d'une institutionnalisation des sommets du BRIC et participent ainsi à la formation d'une « nouvelle réalité géopolitique ».

#### Période des BRICS (2011-2023)
Le 14 avril 2011, le troisième sommet a lieu à Sanya (île de Hainan) en Chine. Il est le premier sommet des BRICS, avec l'adhésion officielle de l'Afrique du Sud, qui fait de facto disparaître le « Triangle Brésil - Inde - Afrique du Sud »[source insuffisante].
Le quatrième sommet des BRICS a lieu le 29 mars 2012 à New Delhi, en Inde.
Le cinquième sommet des pays BRICS a lieu le 28 mars 2013 à Durban, en Afrique du Sud. À la suite, la Chine lance en septembre 2013 son initiative BRI (Belt and Road Initiative), un projet international de nouvelle route de la soie.
Le sixième sommet des pays BRICS a lieu le 17 juillet 2014 à Fortaleza, au Brésil.
En 2015, ont lieu le septième sommet des pays du BRICS à Oufa, en Russie, ainsi que l'inauguration officielle de la Nouvelle Banque de développement (NDB), institution dont le siège doit se situer à Shanghai, conçue comme une alternative à la Banque mondiale, soupçonnée d'être trop entre les mains des Occidentaux.
En 2016, les dirigeants des BRICS, Michel Temer, Vladimir Poutine, Narendra Modi, Xi Jinping et Jacob Zuma se réunissent à Hangzhou en Chine.
Le 4 septembre 2017, le sommet annuel se tient à Xiamen, à nouveau en Chine. Les cinq pays des BRICS sont rejoints par la Thaïlande, le Mexique, l'Égypte, la Guinée et le Tadjikistan en tant que pays observateurs, pour discuter d'un plan « BRICS Plus » (ou « BRICS+ »), prévoyant l'élargissement éventuel du groupe de 2009.

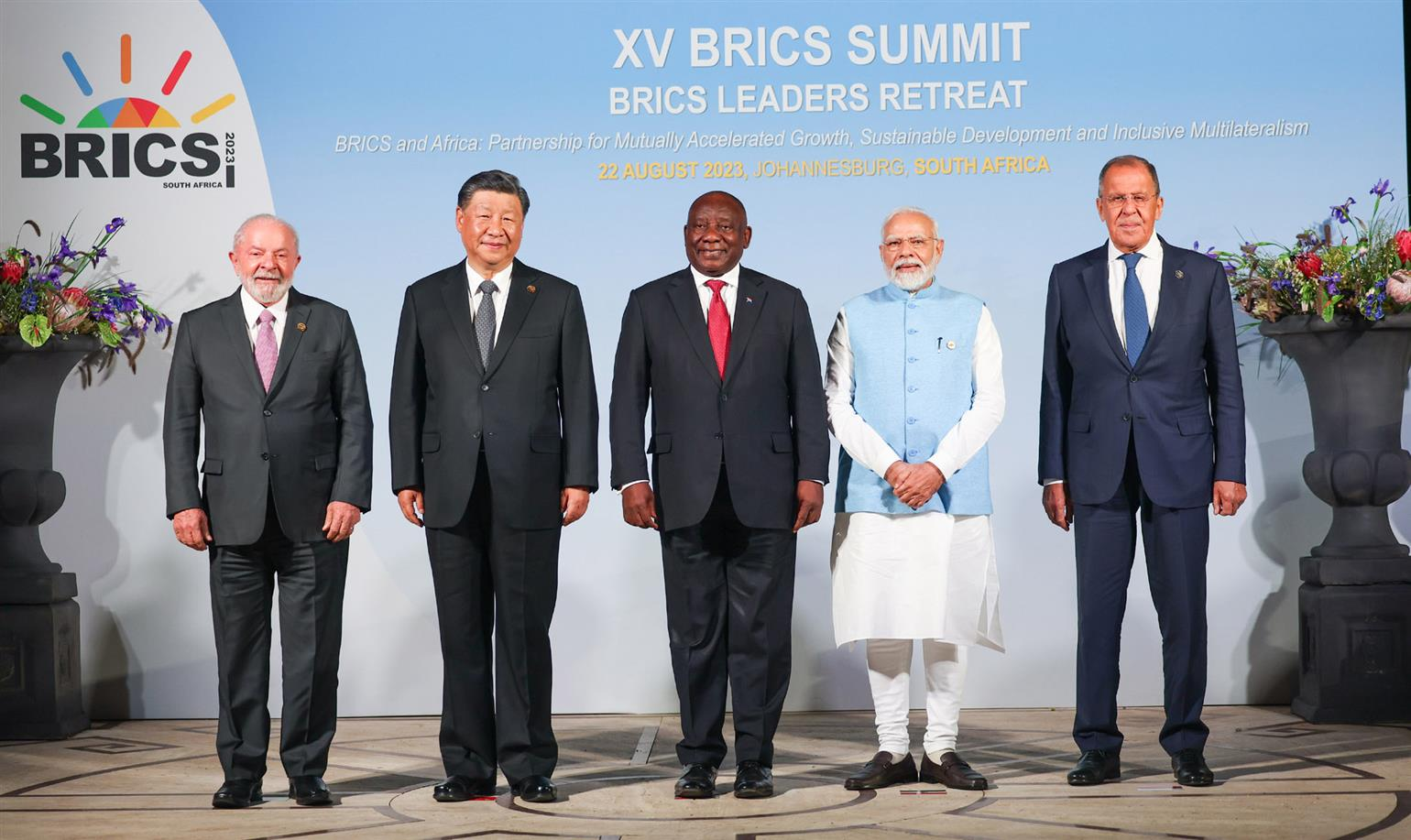
Les cinq dirigeants des pays membres au sommet des BRICS 2023.

Du 25 au 27 juillet 2018, les dirigeants des BRICS tiennent leur dixième sommet à Johannesbourg en Afrique du Sud, dans le but de mettre en place une coopération économique accrue, dans un environnement économique international en pleine mutation. La Turquie y est aussi invitée en tant que présidente de l'Organisation de coopération islamique.
Pour le 11e sommet des BRICS du 14 novembre 2019 à Brasilia, le communiqué final annonce : « Nous restons attachés au multilatéralisme et à la coopération des États souverains afin de maintenir la paix et la sécurité ». Il laisse transparaître la volonté des BRICS de lutter pour un multilatéralisme « renforcé et réformé » et « plus ouvert ». Et pour le président brésilien Jair Bolsonaro, la Chine, qui est déjà premier partenaire commercial de Brasilia, fait « de plus en plus partie de l’avenir » de son pays.
Le 17 novembre 2020, pendant la pandémie de Covid-19, le 12e sommet des BRICS se tient sous forme de visioconférence.
Le 9 septembre 2021, le 13e sommet des BRICS se tient à nouveau en visioconférence. Dans un contexte de pandémie persistante de Covid-19, la « déclaration de New Delhi » publiée à l'issue du sommet stipule : « Nous regrettons l'inégalité flagrante dans l'accès aux vaccins, aux diagnostics et aux traitements, en particulier pour les populations les plus pauvres et les plus vulnérables du monde ».
Le 23 juin 2022 se déroule le 14e sommet des BRICS, en visioconférence.
Le 15e sommet des BRICS se tient du 22 au 24 août 2023 à Johannesbourg en Afrique du Sud. Les pays membres s'y accordent sur le principe d'une expansion comprenant six pays pouvant rejoindre le groupe au 1er janvier 2024 : l'Iran, l'Égypte, l'Éthiopie, les Émirats arabes unis, l'Arabie saoudite et l'Argentine.

#### Période des BRICS+ (à partir de 2024)
Le sommet de 2024 se tient en octobre à Kazan en Russie.
Le sommet de 2025 se déroule à Rio de Janeiro au Brésil les 6 et 7 juillet 2025. Le suivant se déroulera en Inde en 2026.

### Genèse et déroulement de l’élargissement de 2024

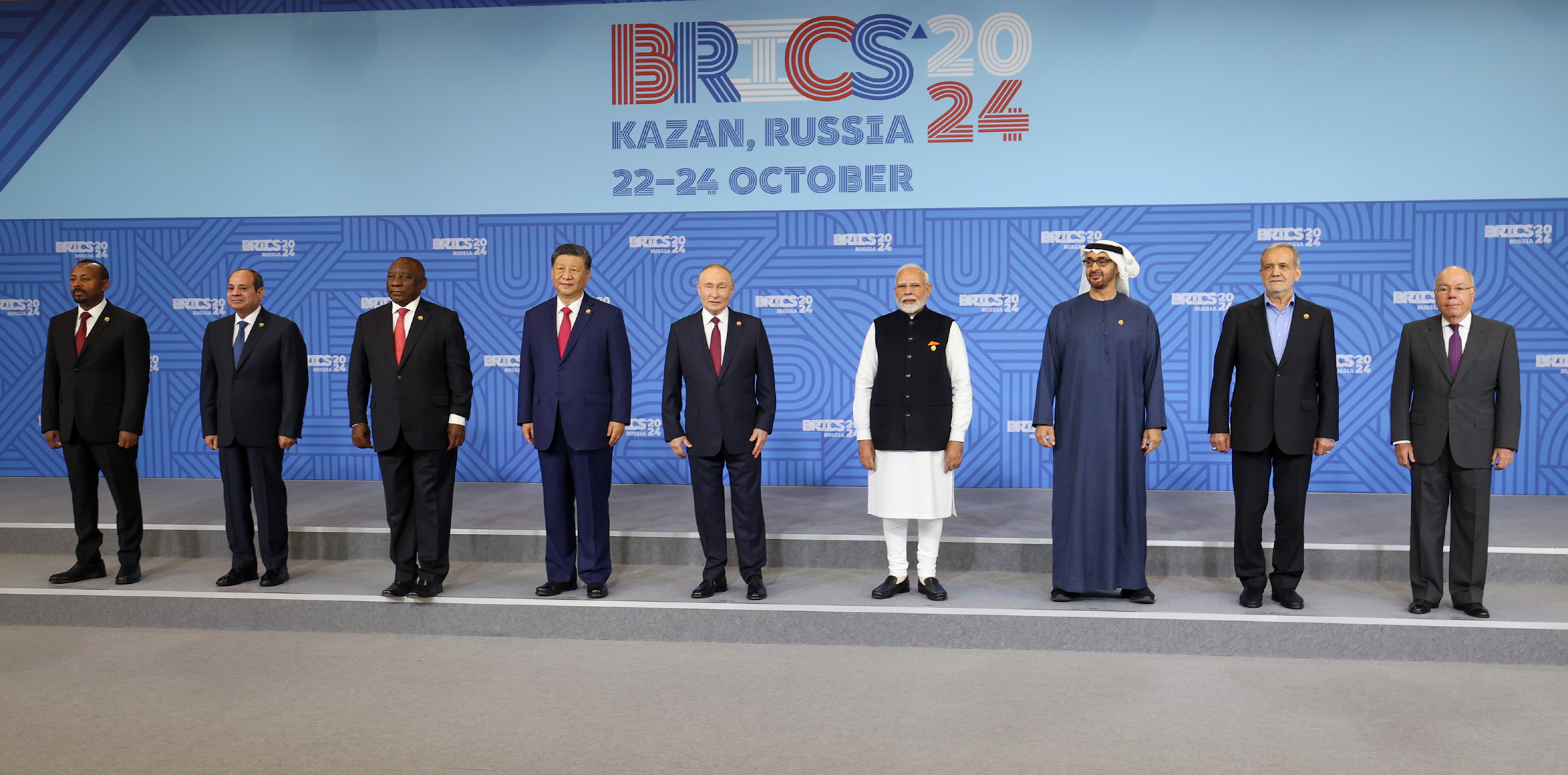
16e sommet des BRICS a Kazan le 23 octobre 2024

En juillet 2023, l'Éthiopie annonce vouloir intégrer le groupe.
En août 2023 lors du quinzième sommet, les cinq membres s'entendent sur l'élargissement du groupe à six pays supplémentaires. À partir du 1er janvier 2024, quatre de ces pays rejoignent effectivement les BRICS : l'Iran, l'Égypte, l'Éthiopie et les Émirats arabes unis,,,,. En février 2024, l'Arabie saoudite, bien qu'ayant été invitée comme nouveau membre, n'a pas encore confirmé son acceptation, et après diverses hésitations et annonces rétractées, elle n'a toujours pas rejoint le groupe au 1er janvier 2025. De son côté, l'Argentine refuse finalement de rejoindre les BRICS après la victoire de Javier Milei à l'élection présidentielle en novembre 2023, et se rapproche des États-Unis.

### Pays candidats à l'entrée
Le Mexique, la Corée du Sud et la Turquie voudraient, selon le journal Le Monde, entrer dans le groupe. Le 31 juillet 2022, le président algérien Abdelmadjid Tebboune a fait savoir l'intention de l'Algérie d'intégrer les BRICS. Le 7 novembre 2022, l’Algérie fait une demande officielle pour rejoindre les BRICS.
Lors de leurs dernières publications, l'OCDE et la Banque mondiale emploient le terme « BRIICS » pour désigner le bloc des plus grands pays émergents incluant l'Indonésie parmi les membres. L'Indonésie est un pays très peuplé (plus de 250 millions d'habitants) et économiquement fort, affichant un PIB de 878 milliards de dollars en 2012, en croissance de 6,2 %.
À la date du 10 août 2023, vingt-trois pays ont officiellement soumis leur demande pour rejoindre les BRICS : l'Algérie, l'Argentine, le Bahreïn, le Bangladesh, la Biélorussie, la Bolivie, Cuba, l'Égypte, le Honduras, l’Indonésie, l'Iran, le Kazakhstan, le Koweït, le Nigeria, la Palestine, l'Arabie saoudite, la Serbie, le Sénégal, la Thaïlande, les Émirats arabes unis, le Venezuela et le Viêt Nam. Six d'entre eux sont acceptés comme nouveaux membres lors du sommet d'août 2023, mais seuls quatre deviennent effectivement membres en janvier 2024 : l’Égypte, les Émirats arabes unis, Éthiopie et Iran (l'Argentine refuse finalement à la suite de l'élection de Javier Milei et l'acceptation reste en suspens de la part de l'Arabie saoudite).
Le 18 juin 2024, le Premier ministre malaisien Anwar Ibrahim déclare que son pays souhaite intégrer l’organisation et que la Malaisie est « en étroite collaboration avec le Président brésilien et attend la réponse du Gouvernement sud-africain » pour soumette sa candidature. Le 28 juillet 2024, la Malaisie a officiellement demandé à rejoindre le bloc économique et l'organisation géopolitique des BRICS.
Le 20 août 2024, l'Azerbaïdjan dépose une demande officielle d'adhésion au bloc économique des BRICS+, après une rencontre entre le président Ilham Aliyev et le président russe Vladimir Poutine à Bakou.
Le 2 septembre 2024, la Turquie dépose une demande d'adhésion au bloc des BRICS, invoquant le manque de progrès dans son adhésion à l'Union européenne.
La demande d’adhésion de l’Algérie a été rejetée en août 2023, à la surprise générale. En octobre 2024, l'Algérie renonce définitivement à son entrée dans les BRICS+, arguant que « l’Algérie ne souhaite pas intégrer un groupe où elle n’est pas désirée ».
Lors du sommet 2024 à Kazan, la représentation du ministère brésilien des affaires étrangères annonce maintenir son véto concernant l'entrée du Venezuela, décision critiquée par le ministère des affaires étrangères vénézuélien qui dénonce dans un communiqué « une agression contre le Venezuela et un geste hostile »,,.
Le 18 janvier 2025, le Nigeria devient le neuvième partenaire des BRICS, et le 13 juin 2025 le Viet Nam devient le dixième, après la Biélorussie, la Bolivie, Cuba, le Kazakhstan, la Malaisie, la Thaïlande, l’Ouganda et l’Ouzbékistan,.

## Institutions financières
Lors du sommet de Fortaleza, au Brésil, en juillet 2014, les BRICS ont décidé la création d'une banque de développement basée à Shanghai, la « Nouvelle Banque de Développement » présidée par la Brésilienne Dilma Rousseff, et d'un fonds de réserve. La NBD est dotée d'un capital de 50 milliards de dollars qui doit être porté à 100 milliards de dollars dans deux ans. Elle peut accorder jusqu'à 350 milliards de prêts pour financer des projets d'infrastructures, de santé, d'éducation, etc., dans les pays concernés et, à terme, dans d’autres émergents. Point notable, elle n’assortit pas ses prêts de conditions contraignantes, comme c'est le cas du FMI, qui lui « exige des réformes structurelles et une ingérence politique intolérable en échange de son aide », a expliqué Anton Silouanov, le ministre des Finances russe. Cette option pourrait séduire nombre de pays émergents qui, comme l’Argentine, estiment que les conditions du FMI ont causé de sérieux dommages à leurs économies.
Le fonds de réserve devrait être doté pour sa part de 100 milliards de dollars destinés à servir en cas de crise de balance des paiements. La Chine, principal contributeur avec 41 milliards de dollars, peut puiser dans ce fonds jusqu'à 2,5 milliards de dollars, l'Inde, le Brésil et la Russie à hauteur de leur contribution, soit 18 milliards de dollars. L'Afrique du Sud peut elle puiser jusqu'au double de sa contribution, soit 10 milliards de dollars. L'Inde semble avoir accepté que le siège de la banque soit en Chine en contrepartie d'une répartition égale des droits de vote entre les États. Elle est donc non seulement dans une position asymétrique du point de vue de ses dimensions et de sa capacité technologique, mais également dans une dynamique pour les monnaies.

## Dirigeants actuels des BRICS+

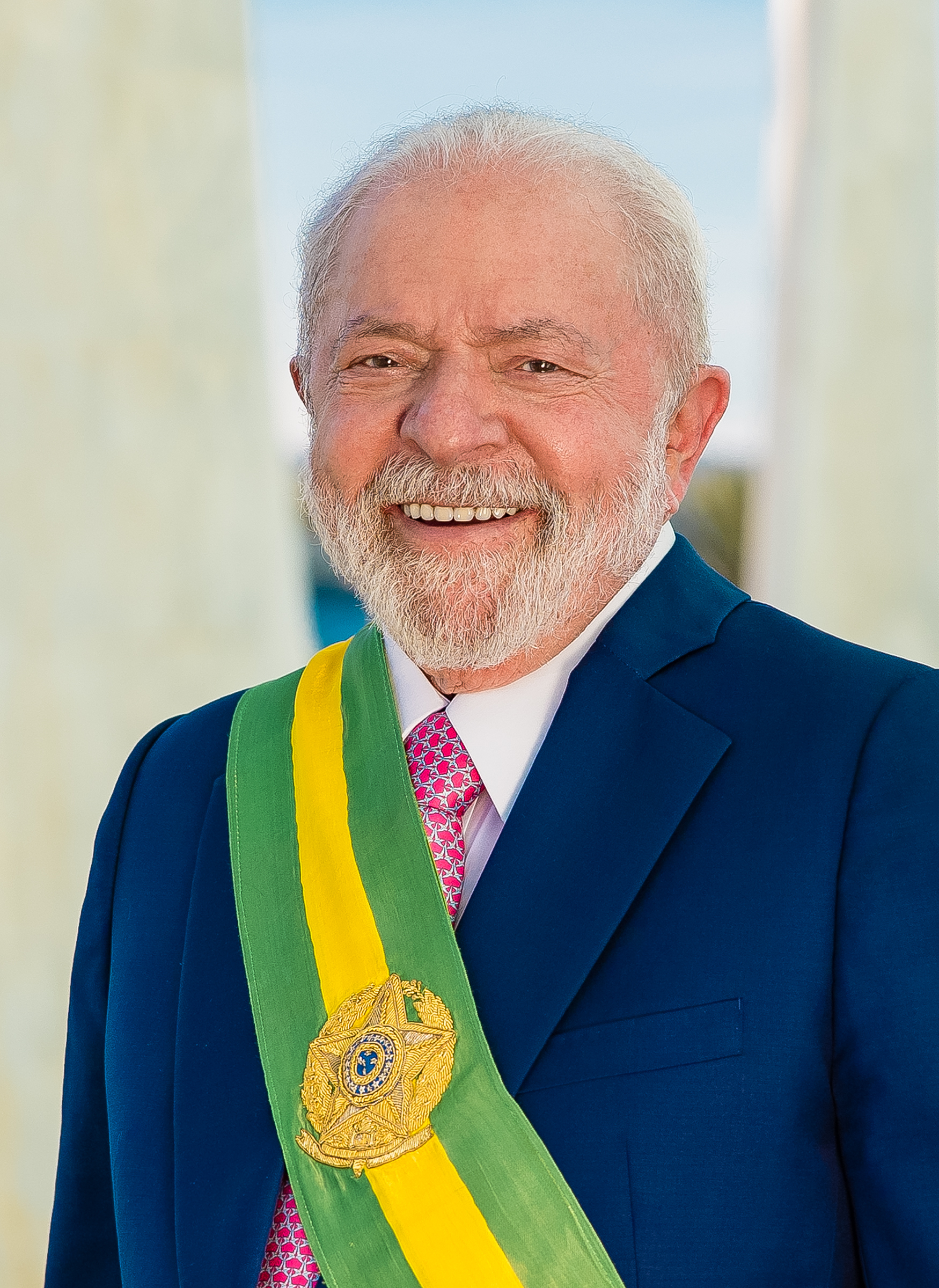
Brésil Luiz Inácio Lula da Silva, Président
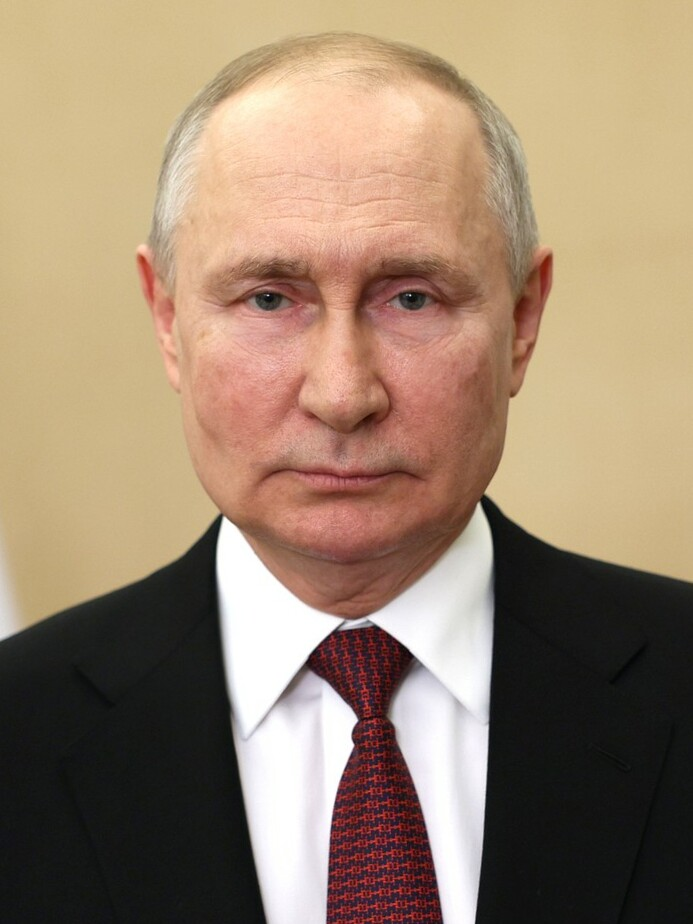
Russie Vladimir Poutine, Président
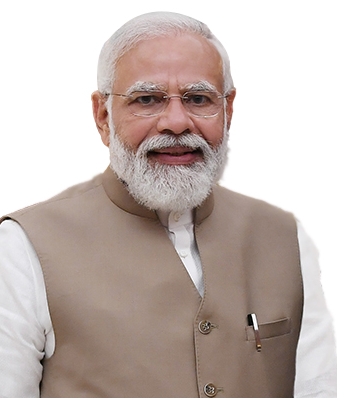
Inde Narendra Modi, Premier ministre
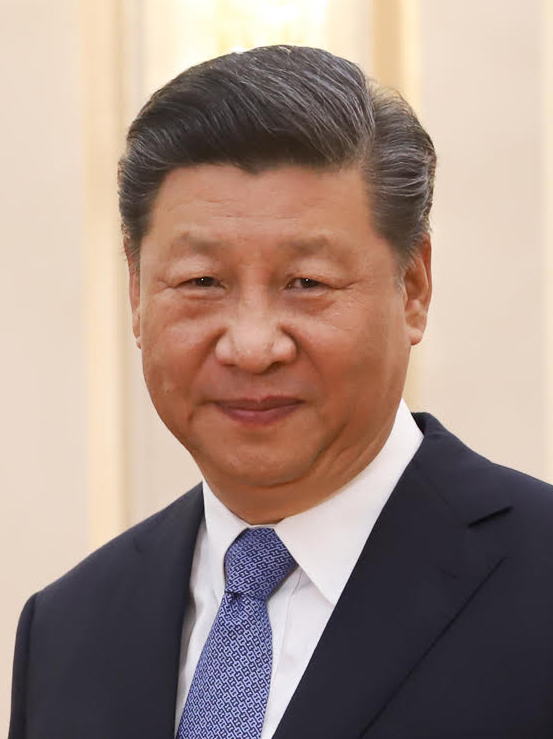
Chine Xi Jinping, Président
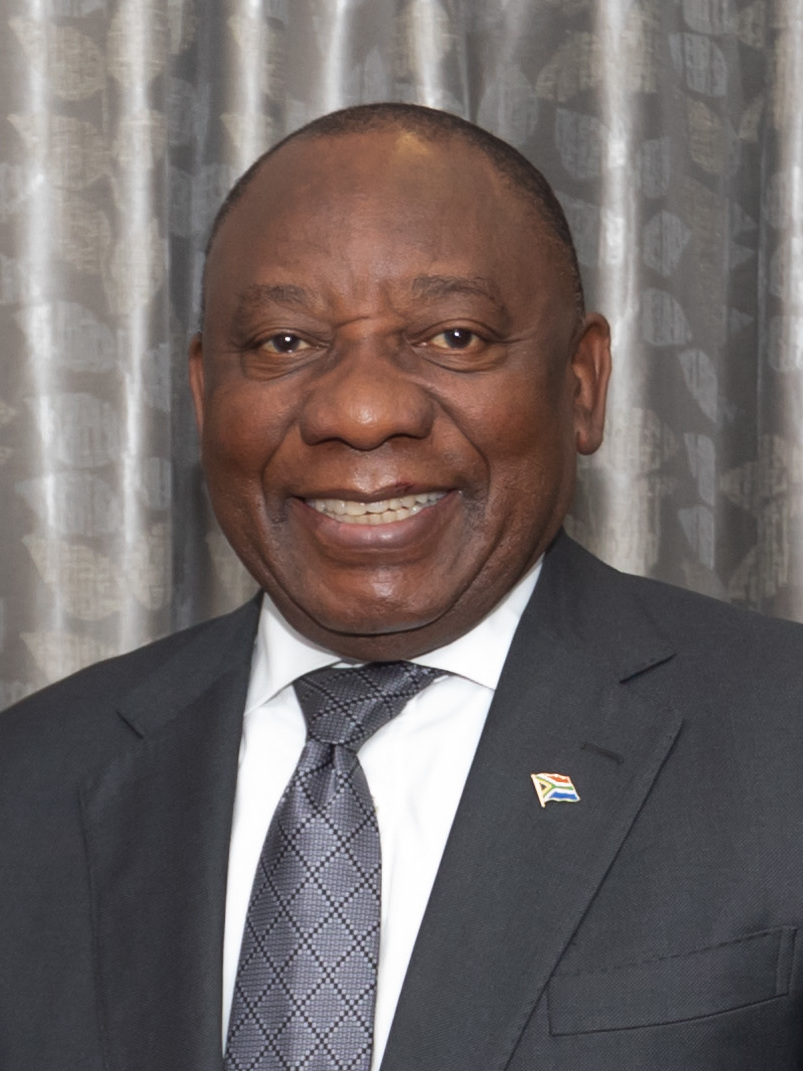
Afrique du Sud Cyril Ramaphosa, Président
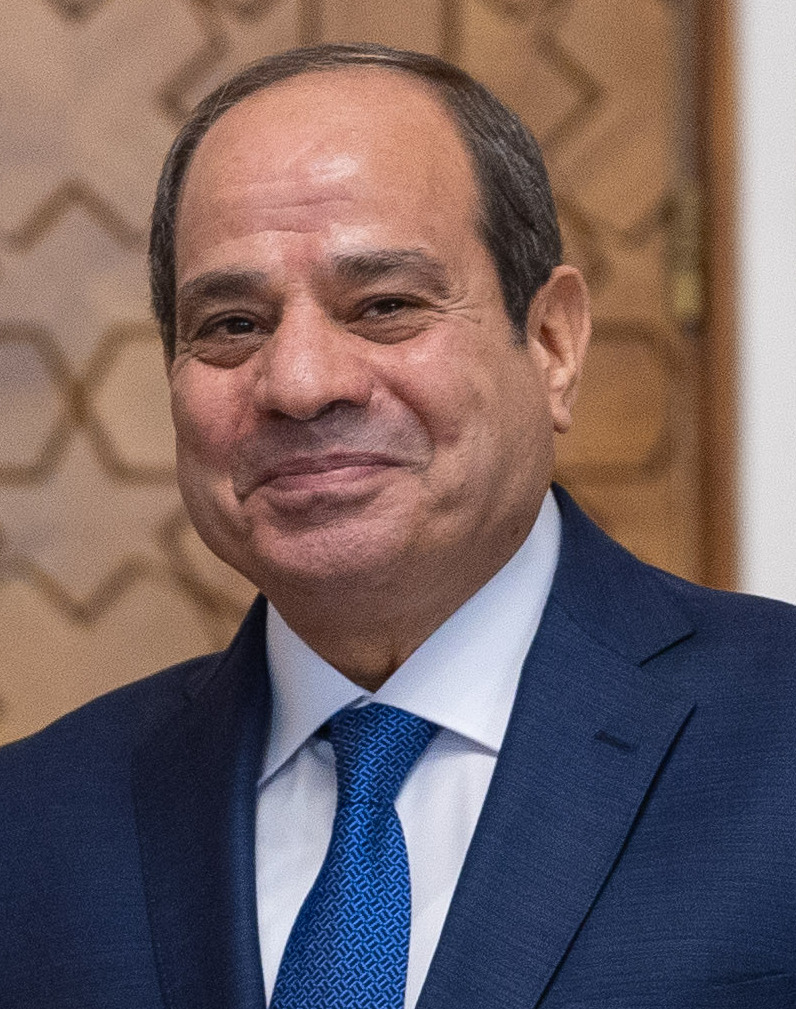
Égypte Abdel Fattah al-Sissi, Président
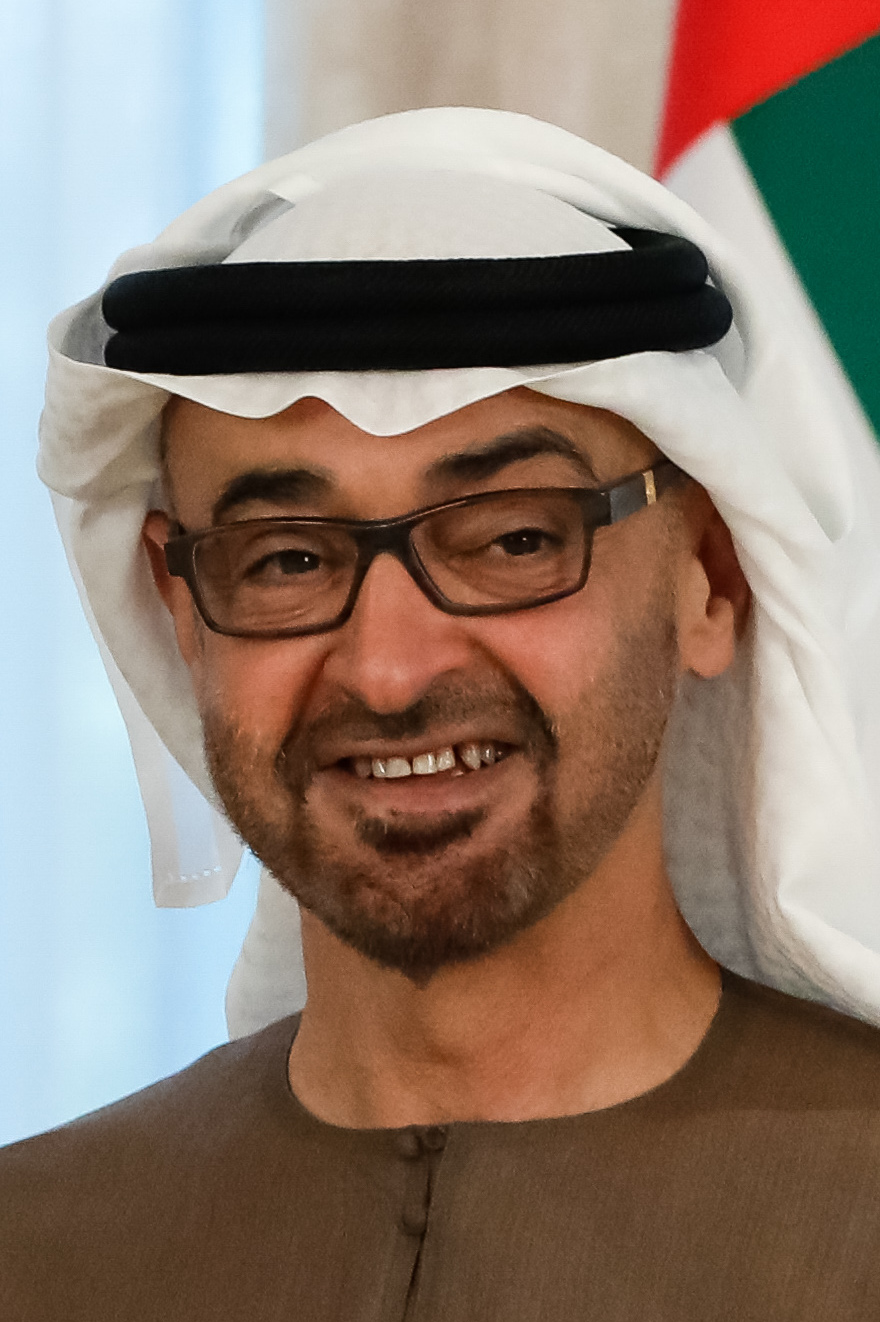
Émirats arabes unis Mohammed ben Zayed Al Nahyane, Président
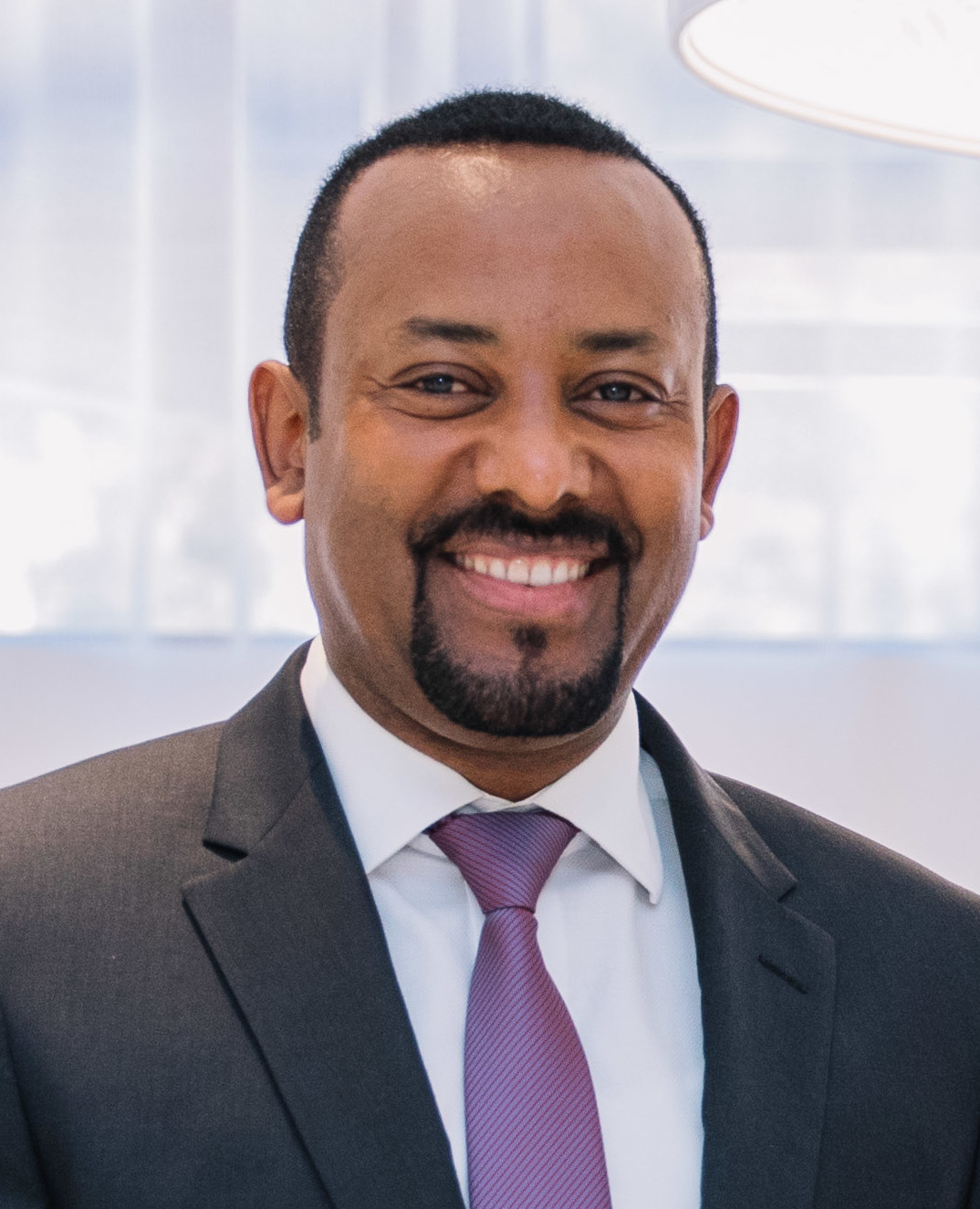
Éthiopie Abiy Ahmed, Premier ministre
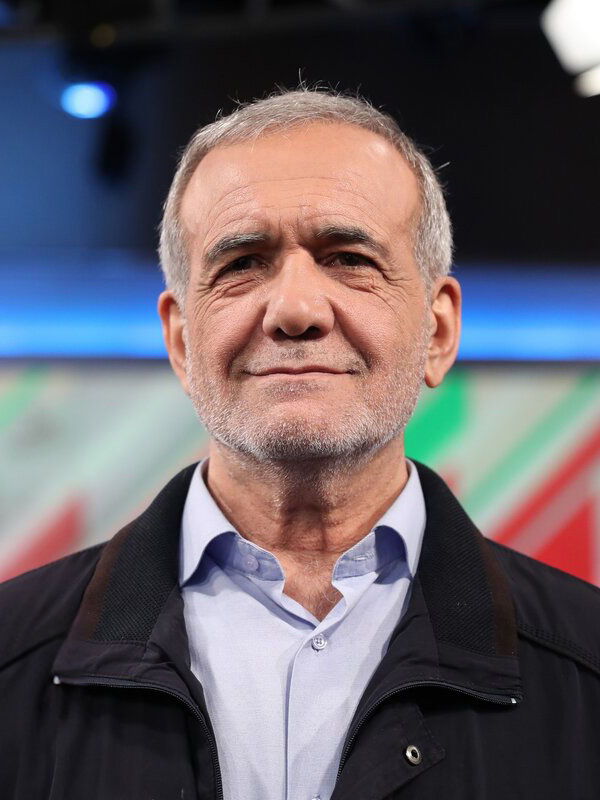
Iran Massoud Pezechkian, Président
Indonésie Prabowo Subianto, Président

## Positions mises en avant par le groupe

### Sur le plan de la politique internationale
De manière générale, les BRICS plaident pour une refondation des organisations internationales comme le Conseil de Sécurité de l'ONU et les organisations de Bretton Woods (FMI, Banque mondiale) dans un sens qui reflète mieux l'émergence des nouvelles puissances et le caractère multipolaire du monde au XXIe siècle. L'ensemble des États membres des BRICS ne bénéficie que de 15 % des droits de vote à la Banque mondiale, 10 % au FMI, alors qu'ils représentent 42 % de la population mondiale et 23 % de son PNB. La règle statutaire des BRICS est « Un État, une voix », conformément aux principes de justice et d'équité du groupe. Toutes les décisions sont prises à l'unanimité.

### Sur le plan économique
Les BRICS veulent renforcer leur poids et mieux faire avancer leurs points de vue dans les négociations économiques internationales, notamment au Groupe des vingt, au FMI et à l'OMC. Lors du sommet du 14 avril 2011 en Chine, ils ont insisté sur la nécessité de réformer le Système monétaire international et de réviser la composition des Droits de tirage spéciaux. Leur objectif est de sortir de la dépendance du dollar international car celui-ci est considéré comme un instrument puissant d'hégémonie. Pour l'instant, les échanges commerciaux entre les États et avec certains pays partenaires commencent à utiliser les devises locales, tandis que la Chine et la Russie se sont mises d'accord, en mai 2023, pour régler leurs échanges en renminbi (RMB - Yuan), monnaie officielle chinoise.

### Intérêts parfois divergents
Si le China Daily insiste sur l'importance que ces pays peuvent avoir pour bâtir « un ordre politique et économique international plus juste et raisonnable », il existe malgré tout des intérêts divergents entre ces pays. C'est ainsi que la Chine refuse de soutenir le Brésil dans sa revendication en vue d'obtenir un siège permanent au Conseil de sécurité de l'ONU. Par ailleurs, la Chine dont le PIB est supérieur à celui des autres pays réunis, a tendance à vouloir montrer sa suprématie. Ses partenaires aimeraient qu'elle s'ouvre plus à leurs produits manufacturés et qu'elle ne se contente pas d'importer des matières premières. De même, ils apprécieraient une hausse du cours du yuan. Concernant les relations entre l'Inde et la Chine, elles sont marquées encore par la défaite indienne de 1962. Pour Yashwant Sinha, ancien ministre indien des finances (1998-2002) et des affaires étrangères (2002-2004) « pour que la paix s'installe entre nos deux pays, il faudrait que l'Inde devienne concurrentielle sur le plan économique et militaire et que la Chine devienne une démocratie ». Cependant, la règle des BRICS de ne pas laisser les conflits bilatéraux interférer dans la vie du groupe pour ne se focaliser que sur les objectifs permet de préserver un équilibre propice à sa stratégie[réf. nécessaire].

## Poids économique

### Ensemble des pays

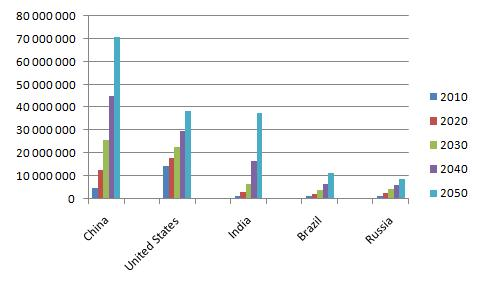
Les cinq premières économies mondiales en 2050, mesurées en PIB nominal (millions de US$), d'après une étude de Goldman Sachs de 2007 : Chine, États-Unis, Inde, Brésil et Russie. Il faut noter que depuis cette étude menée en 2007, les estimations pour les pays du BRIC ont été revues à la hausse.

Trois des cinq BRICS font partie des dix premières puissances économiques mondiales quant au PIB (Chine 2e, Inde 7e et Brésil 8e ou 9e selon les classements). La Russie est 11e alors que l'Afrique du Sud, qui est l'une des principales puissances du continent africain avec le Nigeria, est entre le 32e et le 35e rang selon les classements.
La place des pays du BRICS dans l'économie mondiale a fortement progressé durant la première décennie du XXIe siècle, passant de 16 % du PIB mondial en 2001, à 27 % en 2011. Cette année-là, le PIB nominal cumulé des BRICS s'élève à 11 221 milliards de dollars.
En 2014, les BRICS affichent un PIB nominal cumulé de plus de 14 000 milliards, soit pratiquement autant que celui des 28 pays de l'Union européenne réunis (18 874) et proche de celui des États-Unis (17 528). Selon des estimations de 2014, les BRICS seraient à l’origine de plus de 50 % de la croissance économique mondiale au cours des dix années précédentes.
En 2023, le bloc des BRICS contribue à 31,5 % du PIB mondial, dépassant pour la première fois la part du G7 (30,7 % du PIB mondial). Les données fournies par l'institut de recherche britannique Acorn Macro Consulting indiquent que la tendance devrait s'accentuer dans les prochaines années, portée par la croissance importante des économies de la Chine et de l'Inde.
Pour 2050, des projections datant de 2012, estiment que l'avènement des pays en développement aura eu lieu et que certaines nations occidentales actuellement dominantes auront été devancées. Ainsi, le PIB de l'Inde devrait dépasser les 8 000 milliards (soit plus que celui de la France et de l'Allemagne cumulé), installant ainsi le pays au 3e rang des économies les plus riches du monde.

### Chine
Considérée comme étant l'actuelle seconde puissance mondiale (derrière les États-Unis), la Chine est devenue en 2011 la deuxième puissance économique de la planète, détrônant ainsi le Japon et devenant la première puissance du continent asiatique. Avec des échanges commerciaux s'élevant à 4 160 milliards de dollars en 2013, la Chine a devancé la même année les États-Unis en prenant la place de première puissance commerciale au monde. Le commerce extérieur chinois a progressé de 7,6 %, les exportations chinoises ont grimpé à 2 210 milliards de dollars et les importations ont augmenté de 7,3 %, à 1 950 milliards, selon des chiffres publiés en 2013 par les douanes.
Selon Zheng Yuesheng, le porte-parole des douanes « il est presque confirmé que la Chine a détrôné les États-Unis pour la première fois en 2013, au premier rang mondial en termes d'échanges commerciaux de biens ».
Avec un taux de croissance spectaculaire (le plus important de la dernière décennie) de l'ordre de près de 10 % par an, la Chine est le pays qui a enregistré la plus forte croissance économique de ces dernières années. En 2010, la Chine a atteint le chiffre record de 9,2 % de croissance (à titre de comparaison, la croissance économique en France était de 1,7 % en 2011). En décembre 2014, la Chine devance les États-Unis et devient la première puissance économique mondiale en PIB PPA (parité de pouvoir d'achat).

### Brésil
Le Brésil est la troisième économie des BRICS et la principale puissance économique du continent sud américain. La libéralisation de l'économie brésilienne s'est effectuée au rythme de la libéralisation de l'économie mondiale comme en témoignent l'adhésion du Brésil à l'Organisation mondiale du commerce (OMC) et le développement rapide des firmes multinationales brésiliennes dans les productions primaires (agriculture, énergie) mais aussi dans les productions industrielles (aéronautique). Cependant, malgré l'explosion des classes moyennes et le recul significatif de la pauvreté (plusieurs millions de Brésiliens pauvres ont rejoint les classes moyennes entre 2000 et 2010), le Brésil est encore marqué par une hausse des inégalités entre les groupes sociaux et entre les régions.
Sur le plan de l'économie, le Brésil a enregistré une progression de 7,5 % en 2010, soit une croissance nettement supérieure à celle des pays développés comme l'Allemagne, la France, le Royaume-Uni ou encore les États-Unis. Grâce à la politique menée par l'ancien président brésilien Luiz Inácio Lula da Silva, près de 15 millions d’emplois ont été créés et plus de 30 millions de Brésiliens ont quitté la pauvreté. Avec l'Inde et la Chine, le Brésil est un pays qui a connu le plus important taux de croissance entre 2007 et 2010. En 2011, après un taux de croissance de près de 8 %, le Brésil a détrôné le Royaume-Uni pour venir se placer au rang de 6e économie de la planète. Le géant d'Amérique latine est aujourd'hui la 7e puissance mondiale et possède le 7e plus gros PIB du monde, juste devant la Russie.
Le PIB du Brésil a augmenté de manière considérable en l'espace de dix ans. En 2003, le pays possédait un PIB de 497 milliards de dollars et était très loin des grandes puissances économiques dont le PIB atteignait ou dépassait les 1 000 milliards de dollars. En 2013, le Brésil fait désormais partie de ces grandes puissances puisque son PIB s’élève aujourd'hui à plus de 2 215 milliards de dollars. Après des années d'une croissance annuelle d'environ 5 à 7 %, le taux de croissance s'est ensuite stabilisé (2,6 % en 2013).
Si le Brésil maintient ce cap, son PIB pourrait dépasser celui de la France et atteindre les 2 960 milliards de dollars en 2050.

### Inde
L'Inde reste le pays des paradoxes. C'est le pays le moins développé des BRICS, avec une répartition des revenus la moins égalitaire. C'est également celui qui possède la croissance la plus prometteuse : l'Inde a en effet connu une croissance au moins aussi spectaculaire que la Chine. Avec environ 9,7 % en 2006, 9 % en 2007, 6 % en 2010 et jusqu'à 10 % en 2011, l'Inde se positionne à la 3e place des pays du monde ayant connu le plus fort taux de croissance ces dernières années. Sur cette période, aucun autre pays, excepté la Chine, n'a fait mieux que l'Inde. De plus, l'Inde pourrait même devenir la première puissance économique mondiale à l'horizon 2050 selon un rapport des économistes américains Knight Franck et Citi Private.
Dans moins de quarante ans, le PIB indien atteindra alors 85,97 trillions de dollars en termes de parité de pouvoir d'achat, soit plus que le PIB actuel des États-Unis. Tandis que la Chine, dont le PIB s'élèvera à 80,02 trillions de dollars, pourrait dépasser les États-Unis dès 2020, l'Inde pourrait lui prendre la première place trente ans plus tard. L'Inde deviendrait ainsi la première puissance mondiale, devant la Chine et les États-Unis. Selon cette logique, l'économie américaine se classera alors à la troisième place tandis que le Brésil et la Russie conserveront leur place dans le top 10. Le PIB indien s'est établi en 2010 à 1 430 milliards $, ce qui fait du pays la onzième puissance économique mondiale.
Sa population ne cessera de croître et dépassera celle de la Chine actuelle,. C'est un pays dont la majorité de la population est rurale mais qui s'impose dans la mondialisation via les grands centres urbains spécialisés dans les industries et les activités des services destinées à l'exportation.

### Russie
La question de la Russie en tant que pays émergent a longtemps été source de controverses,,. La Russie fait en effet partie des pays les plus influents de la planète et est l'un des cinq pays membres permanents du Conseil de sécurité des Nations unies. Des BRICS, elle est probablement la plus développée au plan de l'alphabétisation : 99,5 %, soit plus que la Chine (95 %), le Brésil (90 %), l'Afrique du Sud (88 %) et l'Inde (77 %). 
L'ex-URSS a été la seule nation, avec les États-Unis, à avoir été élevée au rang de super puissance au lendemain de la Seconde Guerre mondiale. À la suite de l'éclatement de l'URSS en 1991, la Russie a cependant perdu son rang et, si elle est encore aujourd'hui considérée comme une grande puissance mondiale, elle n'est plus, selon l'avis de la plupart des spécialistes, une superpuissance comme elle a pu l’être par le passé.
Sur le plan économique, la Russie a été frappée par une forte récession économique (-5 % en 2015) dès 2014, aggravée par les sanctions imposées après la crise de Crimée. En 2016, le PIB russe est tombé, avec la chute du rouble, à 1 133 milliards de dollars, soit le 15e rang mondial. Il faut ajouter que l'économie de la Russie est paralysée par une corruption généralisée (égale à celle du Nigeria, selon Transparency International), et l'absence de véritable État de droit. C'est pour ces raisons que pour la plupart des analystes, la présence russe au sein des BRICS serait donc assez artificielle et relèverait plus d’aspects géopolitiques qu’économiques, étant donné que l’économie de la Russie est essentiellement basée sur l'exportation d'hydrocarbures et non sur des produits élaborés (sauf les armes). La Russie a bâti sa puissance économique sur ses réserves de charbon (les deuxièmes plus importantes réserves de charbon de la planète, estimées à 173 milliards de tonnes) d'hydrocarbures ou encore d'uranium. Au total, avec une production de 1,185 milliard de tonnes équivalent pétrole en 2005, la Russie est le troisième producteur mondial d'énergie, derrière la Chine (1,641 milliard de tep) et les États-Unis (1,185 milliard de tep).
En réalité, la comparaison avec les autres BRIC n'est pas aussi défavorable à la Russie qu’il n’y paraît. Avec une croissance d'environ 4,3 % en moyenne sur la dernière décennie, la Russie, classée 16e puissance économique mondiale en 2002, s’est hissée à peine dix ans plus tard à la 10e place, juste devant l’Inde. Le marché de la consommation russe a considérablement changé de visage depuis la guerre en Ukraine : Pénurie de main d’oeuvre, baisse des importations, économie de guerre. Les classes moyennes et pauvres souffriraient de l’inflation galopante. Ainsi, s'agissant du PIB par habitant (et non de PIB nominal), voici les taux de croissance prévu 2025 des PIB mondiaux selon le FMI. 
| 1 | États-Unis | 2,2 % | 26 185 mds $ |
| 2 | Chine      | 4,5 % | 21 643 mds $ |
| 3 | Japon      | 1,1 % | 4 365 mds $  |
| 4 | Allemagne  | 0,8 % | 4 120 mds $  |
| 5 | Inde       | 6,5 % |              |

| 9 | Russie | 1,3 % | 2 136 mds $ |

Pour ce qui est des échanges extérieurs, la Russie s’est hissée en 2011 au rang de 9e puissance exportatrice mondiale devant le Royaume-Uni. Cependant, la guerre de Crimée, puis celle déclenchée en Ukraine, ont modifié la donne. Pour exemple, en  2025,  Les exportations de céréales russes devraient atteindre 48 à 49 millions de tonnes en 2025, soit une baisse de plus de 23 millions de tonnes (-31 %) par rapport à 2024, a déclaré Arkady Zlochevsky, président de l'Union russe des céréales (RZS), lors d'une conférence de presse.

### Afrique du Sud
L'Afrique du Sud abrite cinquante millions d'habitants, a une croissance inférieure ou égale à 3,5 % et un PIB seize fois plus faible que celui de la Chine. De l'avis d'une très large majorité de spécialistes, experts, ou économistes, l'Afrique du Sud apparaît comme étant le pays le moins influent du groupe BRICS. L'Afrique du Sud, que ce soit en termes d'économie, de PIB, de développement ou encore de croissance, demeure en effet loin derrière les quatre géants économiques que sont la Russie, l'Inde, la Chine et le Brésil. Avec un PIB de 384 milliards $, le PIB de l'Afrique du Sud ne représente même pas la moitié de celui de l'Inde (1 842 milliards $), de la Russie (2 000 milliards $), du Brésil (2 253 milliards $) et apparaît comme infime en comparaison de celui de la Chine (8 227 milliards $). Si l'on s'en tient à la taille de son économie (2,5 % du PIB total des BRICS) ou de sa population (52 millions d'habitants), l'Afrique du Sud paraît minuscule face aux autres pays du groupe.
Mais sur le plan régional, l'Afrique du Sud reste leader sur l'ensemble de son continent. Aujourd'hui classée seconde puissance économique (derrière le Nigeria), l'Afrique du Sud était jusqu'en 2013 la première puissance économique en Afrique. Le Nigeria possède en effet un PIB de près de 510 milliards (contre moins de 400 milliards pour l'Afrique du Sud). Malgré ces chiffres, l'Afrique du Sud reste loin devant le Nigeria quant au PIB par habitant, aux infrastructures et à la gouvernance. Si le PIB par tête au Nigeria est désormais de 2 688 dollars pour 1 555 dollars en 2012, celui de l'Afrique du Sud reste beaucoup plus élevé : 7 508 dollars. De plus, l'Afrique du Sud jouit d'une stabilité politique bien meilleure que le Nigeria. En matière de développement, l'Afrique du Sud est le pays le plus avancé du continent, doté d’un État de droit, d’une économie diversifiée, d’une société civile sans commune mesure avec l'instabilité du Nigeria.
D'après une analyse du Center for Security Studies (CSS), sur le papier, l’Afrique du Sud dispose de tous les ingrédients pour jouer le rôle d’un chef de file régional en Afrique australe : pouvoir économique, poids politique, puissance militaire et autorité morale. L'exploitation des ressources minières, le développement des services et l'amélioration de la production ont permis à l'Afrique du Sud de faire partie des plus grandes économies du continent africain.
L'Afrique du Sud est une puissance industrielle qui s’est construite sur l'exploitation de ses matières premières, plus précisément, de l'extraction de mines d'or et de diamants. Ainsi, Johannesbourg est l'un des centres d'extraction de métaux précieux les plus importants du monde. Le secteur tertiaire produit plus de richesses, et notamment le tourisme de haut de gamme qui est en plein essor dans le pays. Au sein des BRICS, L’Afrique du Sud offre son riche secteur minier, et, surtout, une porte d’entrée sur le continent africain, un marché décrit par un certain nombre de spécialistes comme le prochain Eldorado de la consommation mondiale.

### Place de l'Afrique du Sud parmi les BRICS

#### Contexte
(mars 2016).
En 2013, lors du 5e Sommet des BRICS à Durban, de nombreuses[Combien ?] voix[Qui ?] se sont élevées pour remettre en cause le statut économique de l'Afrique du Sud. La question de l'Afrique du Sud en tant que puissance émergente suffisamment importante pour faire partie des BRICS a souvent été posée[Par qui ?], un certain nombre[Combien ?] de spécialistes[De quoi ?] s'interrogeant sur le fait de savoir si son inclusion dans ce groupe était réellement le fruit de sa vitalité économique ou plutôt d’un calcul politique des quatre autres membres. En effet, le BRICS est depuis sa création un groupe très fermé puisque plusieurs pays candidats a son entrée n'y ont pas été admis. C'est le cas par exemple du Mexique, de la Corée du Sud ou encore de la Turquie, trois économies a forte croissance ayant un PIB très supérieur à celui de l'Afrique du Sud. Ainsi, avec un PIB de près de 1 170 milliards $US (contre seulement 380 milliards $US pour l'Afrique du Sud), le Mexique, actuellement 13e puissance économique mondiale, s'est vu refuser l'entrée au groupe. Il en est de même pour la Turquie (près de 780 milliards $US de PIB) et la Corée du Sud (plus de 1 000 milliards $US de PIB.).
L'Afrique du Sud se classe au 29e rang économique mondial, derrière l'Autriche, l'Iran ou l'Argentine, ce qui n'en fait pas un géant mondial. Par comparaison, la Chine est la première économie mondiale, le Brésil 7e, et la Russie 8e, devant l'Inde 10e.
Les grands du business sud-africain, la Standard Bank (banque) ou MTN (téléphone mobile), font pâle figure à côté des géants que sont les sociétés Gazprom (Russie), Vale (Brésil), Sinopec (Chine) ou Reliance Industries (Inde).

#### Des raisons politiques
Pour Jim O'Neill, de Goldman Sachs, l'inventeur du terme, l'entrée de l'Afrique du Sud dans ce club ne peut se comprendre que si « on la considère comme le représentant du continent africain ». L'avis est partagé par Catherine Grant, ancienne diplomate et chercheuse à l'Institut sud-africain pour les affaires internationales (SAIIA), qui estime que : « pour être crédible et représenter le Sud sur la scène mondiale, les BRICS avaient besoin d'un membre africain, et le choix de l'Afrique du Sud est très judicieux ». En effet, selon elle, les BRICS ne sont plus aujourd'hui une simple alliance économique, mais bel et bien un groupe de puissances dont les ambitions sont devenues politiques, notamment celle de concurrencer les grandes institutions internationales occidentales. Catherine Grant souligne que « les BRICS ne sont pas une union économique. Avant, la taille économique comptait, mais maintenant c'est un regroupement politique ».
Sur le continent, le pays apparaissait comme le plus apte à dynamiser le commerce et les infrastructures en Afrique. D'après un certain nombre de spécialistes, l'Afrique du Sud a été admise au sein des BRICS en tant que pont entre ces grands pays émergents et le continent africain. Surtout, l'Afrique du Sud représente une porte d’entrée sur le continent africain, un marché identifié comme l'un des prochains Eldorado de la consommation mondiale.
Les quatre grands du BRICS (Brésil, Russie, Chine, Inde) sont en effet particulièrement actifs sur le continent, à tel point que certains, comme Simon Freemantle, analyste à la Standard Bank, comparent cela avec la « ruée vers l'Afrique » qui a eu lieu à la fin du XIXe siècle. Ainsi, l’Afrique du Sud a-t-elle pris une place considérable pour les BRICS ces dernières années, en premier lieu la Chine : négligeable il y a dix ans, le commerce entre les deux entités a depuis été multiplié par dix.

#### Géant régional
Considérée comme étant une moyenne puissance à l'échelle mondiale, petite économie en comparaison de ses alliés du BRICS, mais « géant » africain, l’Afrique du Sud connaît une situation paradoxale. Le pays sud africain doit faire face à plusieurs difficultés : inégalités sociales, chômage structurel élevé (près de 30 %), forte criminalité, etc. Il s'agit cependant du pays le plus riche d’Afrique, son PIB représentant 40 % de celui du continent, l’Afrique du Sud a rassemblé environ 6,4 milliards de dollars d’IDE en 2005 (8 fois plus qu’en 2004). L’Afrique du Sud est très riche en ressources naturelles. Elle domine le marché de l’or (30 % de la production mondiale) et du diamant. Elle est aussi le 1er producteur de manganèse et de chrome. Le pays dispose également de 60 % des réserves de charbon mondiales qui lui permettent de produire 90 % de son électricité. Son potentiel touristique constitue également un atout considérable encore peu exploité.
Les échanges entre l'Union européenne et l'Afrique du Sud ont crû de 75 % depuis 2000, pour atteindre 46 milliards d’euros en 2012. Créée en 1887 après la découverte de l’or du Transvaal, la Bourse de Johannesbourg est la plus grande place financière du continent, avec une capitalisation de 700 milliards de dollars en 2006. « La puissance économique de l’Afrique du Sud contribue fortement à son leadership en Afrique » estime le spécialiste Philippe Gervais-Lambony.
Parmi les 500 premières entreprises africaines, 127 sont sud-africaines ; elles réalisent à elles seules plus de 60 % du chiffre d’affaires de ces 500 entreprises. Le second pays dans ce classement est l’Algérie, loin derrière. Malgré sa place de première puissance économique africaine perdue au profit du Nigéria, la domination de l’Afrique du Sud sur le continent se vérifie dans tous les secteurs : agro-industrie, textile, industrie du bois et du papier, travaux publics, production électrique, mines, chimie, téléphonie, transport, assurance, banque.
En outre, l'Afrique regorge de matières premières indispensables au développement des économies émergentes. C'est l'une des raisons pour lesquelles les géants émergents s'intéressent à l'Afrique du Sud. En effet, l’Afrique du Sud a été invitée par la Chine à rejoindre les BRICS pour une raison claire : l’ouverture sur les marchés africains et l’accès aux matières premières dont les pays du BRICS ont besoin pour maintenir leur croissance. C'est le cas notamment de la Chine, seconde puissance mondiale, qui a besoin de beaucoup de matière première pour soutenir sa croissance grandissante et son développement industriel, ce qui explique pourquoi Pékin a jeté son dévolu sur l’Afrique du Sud en renforçant les liens et les partenariats stratégiques entre les deux pays.

## Au-delà des BRICS+

### Les nouveaux pays émergents
Au-delà du Brésil, la Russie, l'Inde, la Chine ou l'Afrique du Sud, présentés comme les plus grands pays émergents — même si le cas de ce dernier pays est un peu plus contesté — les pays émergents sont nombreux et certains d'entre eux beaucoup plus prometteurs que d'autres. On en compte sur presque tous les continents, mais principalement sur le continent sud-américain (latino-américain en incluant le Mexique) et le continent asiatique. Parmi ces émergents, quelques-uns sont déjà classés au sein des grandes puissances économiques mondiales. C'est le cas par exemple de la Corée du Sud ou du Mexique, deux économies dont le PIB individuel dépasse les 1 000 milliards de dollars. De ce fait, la Corée du Sud est la 13e puissance économique de la planète, juste devant le Mexique (14e).
Avec un PIB de 878 milliards, l'Indonésie figure également parmi les plus importants pays émergents et se classe à la 15e place des puissances économiques, devant la Turquie, elle aussi émergente, dont le PIB affiche 789 milliards. Cela représente près du double du PIB de l'Afrique du Sud (380 milliards).
Le groupe d'assurance-crédit Coface a publié une liste de dix pays susceptibles de prendre le relais des grandes économies émergentes du BRICS. Coface a distingué deux groupes : d'un côté les « PPICS » (Colombie, Indonésie, Pérou, Philippines et Sri Lanka), de l'autre le Kenya, la Tanzanie, la Zambie, le Bangladesh et l'Éthiopie. Le premier groupe est particulièrement prometteur puisqu'il rassemble l'une des principales économies d'Amérique du Sud (la Colombie) et l'une des principales d'Asie (Indonésie).
En 2012, un autre groupe, les « Next eleven », est présenté comme les onze prochains pays émergents susceptibles d'avoir le même effet que les BRICS. Il s'agissait du Bangladesh, Égypte, Indonésie, Iran, Corée du Sud, Mexique, Nigeria, Pakistan, Philippines, Turquie, Viêt Nam.
Toutefois, il est important de souligner que la comparaison entre certains pays émergents et certains pays développés reste pour le moment limitée. En effet, certains pays émergents sont encore loin derrière les grands pays développés s'agissant du PIB par habitant, de qualité de vie, et dans certains cas, des infrastructures et de la stabilité politique. Si le PIB croît plus rapidement dans les pays émergents, il demeure plus important dans la plupart des pays développés.
Ainsi, bien que le Nigeria présente une croissance très supérieure à celle des États-Unis, le pays africain possède un PIB de 510 milliards, contre près de 15 000 milliards en faveur du mastodonte américain. À l'inverse, les pays émergents les plus performants dépassent déjà un certain nombre de pays développés. Ainsi, au rang des puissances économiques, l'Indonésie, la Corée du Sud ou le Mexique sont tous les trois devant des pays comme les Pays-Bas (776 milliards de PIB), la Suède (525 milliards), la Suisse (632 milliards) ou encore la Pologne, la Norvège, l'Ukraine, etc. De même, la Colombie, dont le PIB avoisine les 370 milliards, surpasse le Portugal (212 milliards), la Grèce (249 milliards) et devrait bientôt dépasser la Belgique (483 milliards).
Certains économistes parlent également des CIVETS, (qui se recoupent partiellement avec les Next Eleven), voire des MINT ou des BENIVM pour prendre le relais des BRICS en termes de croissance économique.

### Du G7 à l'E7
Le « E7 » est un sigle regroupant de manière non officielle sept pays parmi les principales puissances mondiales émergentes. Le E7 n'a pas de statut réel et n'est pas une union entre différents pays, contrairement au G7, au G20, à l'Union européenne ou au groupe BRICS. Il s'agit pour l'instant seulement d'un acronyme utilisé pour regrouper les nations les plus prometteuses de la planète sur le plan économique. Les pays formant le E7 sont : la Chine, l'Inde, le Brésil, la Russie, le Mexique, l'Indonésie et la Turquie.
Selon une étude The World in 2050 publiée en 2011 par la société Price Waterhouse Cooper, la crise financière mondiale a accéléré le transfert du pouvoir économique en faveur des pays émergents. Le rapport, baptisé Le monde en 2050, met en exergue un déplacement de la domination économique mondiale des pays du G7 (États-Unis, Japon, Allemagne, Royaume-Uni, France, Italie, Canada) vers ceux du groupe E7.
Les économies émergentes du E7 dépasseront les économies développées du G7 en 2020 selon la mesure de leur PIB à parité de pouvoir d'achat (PPA) et en 2032 selon la mesure de leur PIB aux taux de change du marché.
En prenant comme mesure le PIB à parité de pouvoir d'achat, l'analyse montre que les pays du E7 dépasseront les pays du G7 à l'horizon 2020.
En utilisant comme mesure le PIB aux taux de change du marché (TCM), le rapport montre que l'évolution de l'ordre économique mondial, quoique plus lente, est tout aussi inexorable, l'E7 devant prendre le pas sur le G7 avant 2050 selon les projections.
La Chine devrait également détrôner les États-Unis en 2032 pour devenir la première économie mondiale sur la base du PIB aux taux de change du marché. En revanche, en prenant le PIB à parité de pouvoir d'achat, cette situation qui devait se produire vers 2020 a finalement eu lieu plus tôt que prévu (en 2014). La société Price Waterhouse Cooper remarque qu'en 2000, le PIB cumulé du G7 était le double de celui de l'E7.
En 2011, l'écart a été réduit de près de 30 %. Alors qu'il y a 20 ans, l'apport des pays émergents à la croissance mondiale était très faible, ils tirent aujourd'hui l'économie de la planète. En effet, près de 75 % de la croissance mondiale vient des émergents, dont ceux du E7 et des BRICS.

## Critiques du concept
De l’avis même de l'économiste Jim O’Neill, qui avait imaginé l’acronyme « BRIC », celui-ci n’aurait plus aucun sens de nos jours : « Si je devais le changer, je ne laisserais plus que le C », a-t-il remarqué en 2013, avant d’ajouter ironiquement : « Mais cela ne ferait sans doute pas un excellent acronyme ».
« Le concept du BRIC s’accommode cependant mal des différences importantes qui existent entre ces quatre pays. […] Des facteurs plus ou moins imprévisibles pourraient intervenir et entraver la croissance rapide de certains de ces pays, notamment les questions d’environnement, de conflits internationaux, de maladie, de terrorisme ou de gestion des ressources énergétiques. Les pays du BRIC ont de très vastes populations en dessous du seuil de pauvreté, situation qui pourrait entraîner un malaise social croissant et grever les finances gouvernementales ».
L'acronyme « BRICS » regroupe donc des pays aux trajectoires et aux situations bien différentes. Ainsi, la crise économique internationale consécutive à l'effondrement des crédits « subprimes » n'a pas affecté ces économies de la même manière. Ainsi, en 2009 :
- la Russie a été touchée par la récession ;
- l'économie chinoise, au contraire, a continué de croître à un rythme annuel supérieur à 8 % ;
- le Brésil et l'Inde n'ont enregistré qu'un ralentissement de leur croissance.

Considérer les BRICS comme étant des puissances serait oublier certains défauts de leurs modèles économiques. Ainsi, ces pays sont marqués par de fortes inégalités sociales. Il y a peu de transparence en matière économique et financière, notamment en Chine. Des progrès sont à noter en matière d'universités et de recherche, mais il reste encore un écart avec les grandes puissances occidentales. La productivité stagne en Russie et au Brésil ; la Chine se base sur un modèle exportateur vers des pays occidentaux en crise de la dette, et donc potentiellement moins portés sur la consommation.